# Lauritz Schmidt
Lauritz Thura Thrap Schmidt (Oslo, 1 de maig de 1897 - Oslo, 27 de juny de 1970) va ser un regatista noruec que va competir a començaments del segle xx.
El 1920 va prendre part en els Jocs Olímpics d'Anvers, on va guanyar la medalla de plata en els 8 metres (1919 rating) del programa de vela, a bord del Lyn-2. Setze anys més tard, als Jocs de Berlín, va guanyar una nova medalla de plata en la prova de 8 metres a bord del Silja.
Va treballar,, a partir de 1926, com a gerent de l'editora Nationaltrykkeriet i l'enquadernadora Forlagsbokbinderiet. Va presidir l'Associació per a la Promoció de l'Esquí entre 1939 i 1946.